# Gregorio S. Araneta
Gregorio Soriano Araneta (ur. 19 kwietnia 1869, zm. 9 maja 1930) – filipiński polityk i prawnik.

## Życiorys
Urodził się 19 kwietnia 1869 w Molo w Iloilo. Był synem Felixa Aranety oraz Paz Soriano. Kształcił się zarówno w placówkach prywatnych jak publicznych w rodzinnym Molo, edukację kontynuował w prestiżowym manilskim Ateneum. Podjął następnie studia prawnicze na stołecznym Uniwersytecie Świętego Tomasza, które ukończył z wyróżnieniem w 1891. Pracował w kancelarii należącej do Jose Ycazy, następnie w urzędzie zajmującym się tytułami własności dla południowej części Manili, wreszcie został urzędnikiem administracji skarbowej dla audiencji manilskiej.
Po wybuchu rewolucji z 1896 włączył się w prace powstańczego rządu. Był sekretarzem Kongresu w Malolos, pełnił również funkcję ministra sprawiedliwości. Zasiadał w komitecie odpowiedzialnym za opracowanie pierwszej filipińskiej konstytucji. Cieszył się zaufaniem Amerykanów, w związku z czym jego kariera uległa jedynie przyspieszeniu po zajęciu przez nich Filipin. W 1899 wszedł w skład Sądu Najwyższego, będąc jego najmłodszym członkiem w historii. W 1901 objął funkcję zastępcy prokuratora generalnego, natomiast w 1906 został prokuratorem generalnym. W 1908 wszedł w skład Komisji Filipińskiej, pełnił też funkcję ministra sprawiedliwości i finansów. W 1913 wycofał się na pewien czas z aktywności publicznej, prowadził prywatną praktykę prawniczą oraz wykładał na macierzystym Uniwersytecie Świętego Tomasza. W 1916 bezskutecznie ubiegał się o mandat senatorski. Odrzucił oferowane mu stanowisko prezesa Sądu Najwyższego Filipin, uznając, iż Manuel Araullo bardziej na nie zasługuje. Od 1916 aż do śmierci ponownie wykładał na Uniwersytecie Świętego Tomasza. Zmarł 9 maja 1930. Poślubił Carmen Zaragozę, doczekał się z nią czternaściorga dzieci. Zapisał się w pamięci zbiorowej Filipińczyków. Jego imieniem nazwano aleję w Quezon City oraz jeden z filipińskich uniwersytetów.